# 市原文雄
市原 文雄（いちはら ふみお、1931年〈昭和6年〉1月29日 - 生没不明）は、日本の政治家。奈良県天理市長。

## 経歴
千葉県出身。関西学院大学卒業、1963年（昭和38年）同大学院修了。
奈良県高等学校教職員組合を経て、1987年（昭和62年）から奈良県議会議員を2期務める。1992年（平成4年）天理市長に当選。1996年（平成8年）に無投票で再選した。

### 2000年天理市長選挙
自民党、民主党の推薦を受け、新人を破って3選を果たした。
※当日有権者数：-人 最終投票率：48.87%（前回比：-pts）
| 候補者名 | 年齢 | 所属党派 | 新旧別 | 得票数   | 得票率 | 推薦・支持     |
| -------- | ---- | -------- | ------ | -------- | ------ | -------------- |
| 市原文雄 | 69   | 無所属   | 現     | 14,293票 | 56.8%  | 自民・民主推薦 |
| 今村禎彦 | 59   | 無所属   | 新     | 10,863票 | 43.2%  | -              |

2001年（平成13年）9月、受託収賄容疑で逮捕され辞職した。その後、同年12月に執行猶予付きの有罪判決を受けた。